# Distrito de San Rafael (Ambo)
San Rafael es un distrito (municipio) situado en la provincia de Ambo, en el departamento de Huánuco, Perú. Según el censo de 2017, tiene una población de 8928 habitantes.
El distrito fue creado el 21 de octubre de 1912.

## Autoridades

### Municipales
- 2023 - 2026[3]
  - Everardo Zeballos Ávila (Movimiento Independiente Regional Huánuco Primero, HUAPRI)
  - Regidores: Marcelo Damián Reyes (HUAPRI), Lizeth Monago Espinoza (HUAPRI), Beker León Saldívar (HUAPRI), Yeli Sulema Valle Delgado (HUAPRI), Rosaura Orizano Reyes (Avanza País - Partido de Integración Social)
- 2019 - 2022
  - Alcalde: Joel Cruz Gutiérrez, del partido Solidaridad Nacional.
  - Regidores: Jaime Fabián Ardilla (SN), Tito Gonzales Espinoza (SN), Inés Ursula Pio Fabián (SN), Yesi Aguilar Martínez (SN), Augurio Huamán Aguilar (Avanza País).